# Dearica Hamby
Dearica Marie Hamby (ur. 6 listopada 1993 w Marietta) – amerykańska koszykarka występująca na pozycji silnej skrzydłowej, obecnie zawodniczka Eirene Ragusa, a w okresie letnim – Los Angeles Sparks w WNBA.
21 stycznia 2023 dołączyła do Los Angeles Sparks.

## Osiągnięcia
Stan na 11 czerwca 2023, na podstawie, o ile nie zaznaczono inaczej..

### NCAA
- Zaliczona do:
  - I składu:
    - konferencji Atlantic Coast (ACC – 2014, 2015)
    - turnieju ACC (2015)

  - II składu turnieju ACC (2014)
  - składu All-American honorable mention (2014 przez WBCA)

### WNBA
- Mistrzyni WNBA (2022)
- Wicemistrzyni WNBA (2020)[5]
- Zdobywczyni pucharu WNBA Commissioner's Cup (2022)
- Najlepsza rezerwowa sezonu WNBA (2019, 2020)[6][7]
- Uczestniczka meczu gwiazd – kadra USA vs gwiazdy WNBA (2021, 2022)[8]

### Drużynowe
- Wicemistrzyni Włoch (2018, 2019)
- Zdobywczyni Pucharu Włoch (2019)

### Indywidualne
(* – nagrody przyznane przez eurobasket.com)
- MVP:
  - pucharu Włoch (2019)
  - sezonu ligi włoskiej (2019)*
  - kolejki ligi włoskiej (6 x – 2018/2019)
- Najlepsza*:
  - zagraniczna zawodniczka ligi włoskiej (2019)
  - skrzydłowa ligi włoskiej (2019)
- Zaliczona do*:
  - I składu:
    - Eurocup (2018)
    - ligi włoskiej (2018, 2019)
    - zawodniczek zagranicznych ligi włoskiej (2018, 2019)
- Uczestniczka meczu gwiazd ligi południowokoreańskiej (2016)